# Вращения в фигурном катании

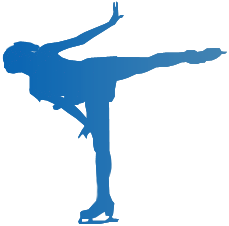
Вращения в фигурном катании

Враще́ния (пируэ́ты) на одной ноге являются необходимым элементом фигурного катания. Различают пять классических поз вращения: стоя («винт»), заклон, бильман, сидя («волчок») и вращение в «ласточке» (либела). Кроме этих пяти, существует огромное количество вариаций: полубильман, «флажок», заклон «колечком» и другие. Самое быстрое вращение происходит в винте, когда скорость может превышать 2 оборота в секунду. Заклон и бильман — вращения чисто женские, мало кто из мужчин способен на них.
Для фигуриста, вращающегося против часовой стрелки (коих большинство), вращение на левой ноге считается «вращением вперёд», на правой — «вращением назад», по направлению захода. Спортсмен может, не переставая крутиться, переходить с одной ноги на другую («вращение со сменой ноги»), менять позу («комбинированное вращение»), заходить на вращение прыжком («прыжок во вращение» или «комбинированное вращение с прыжковым заходом»).
Вращения не являются особенно травмоопасными, но при сильном скручивании колена можно повредить коленные связки. Кроме того, фигуристы парного катания могут ранить друг друга при синхронном вращении.

## История
- Вращение стоя (винт) — исполнялось с первых лет фигурного катания.
- Вращение сидя (волчок) — Джексон Хейнз, середина XIX в.
- Заклон — Сесилия Колледж, 1930-е. Ей же большинство историков приписывают либелу.
- Бедуинский (прыжок в либелу) — Дик Баттон, 1940-е.
- Чинян (прыжок в волчок) — исполнитель достоверно неизвестен, 1940-е.
- Качающаяся либела — Жаклин дю Бьеф, 1940-е.
- Бильман — Тамара Братусь (Москвина), 1960-е.

## Галерея

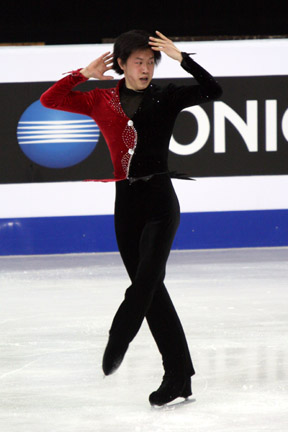
Вращение стоя назад, классический вариант Гуань Цзиньлинь
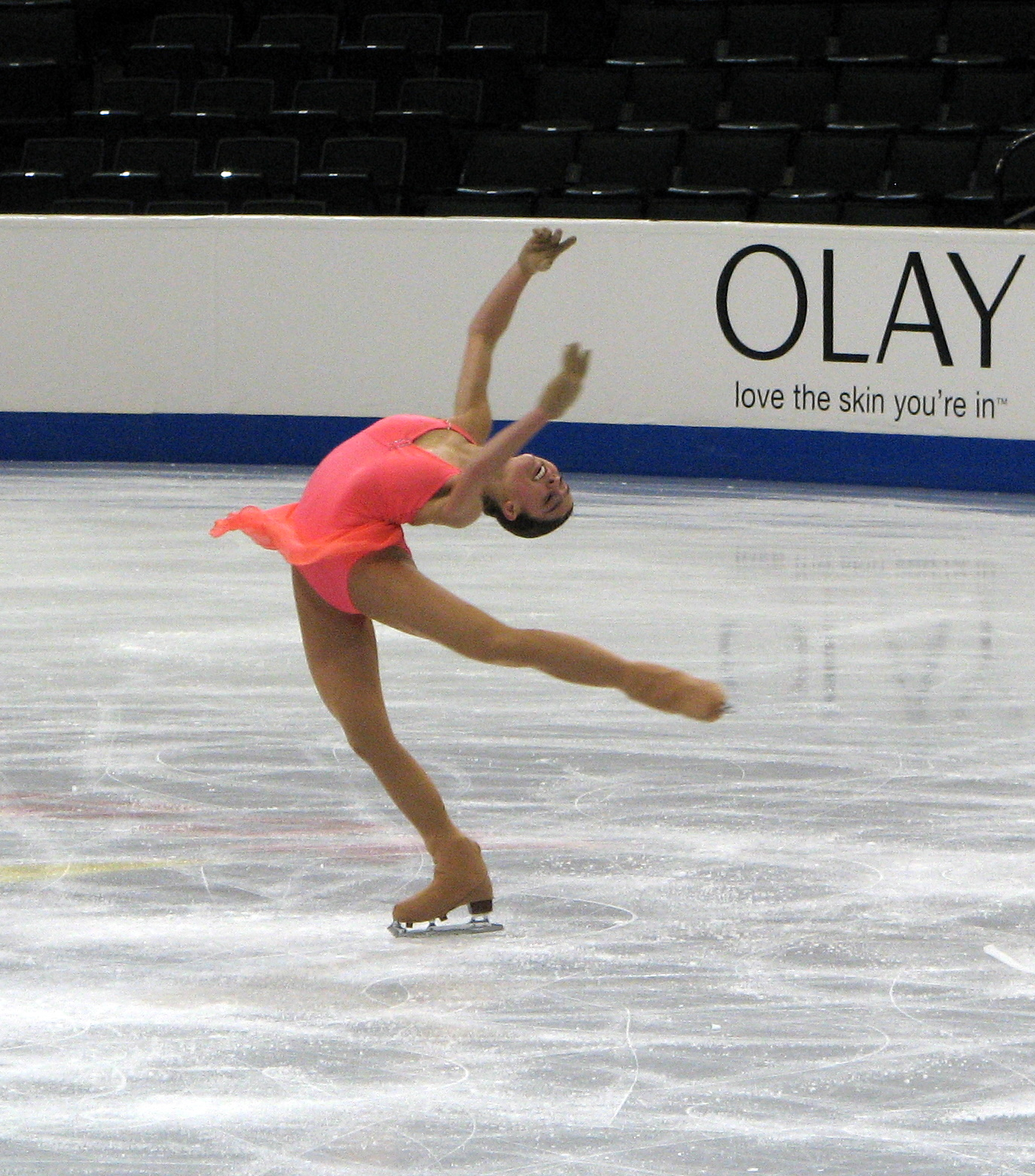
Вращение «заклон» Алисса Чизни
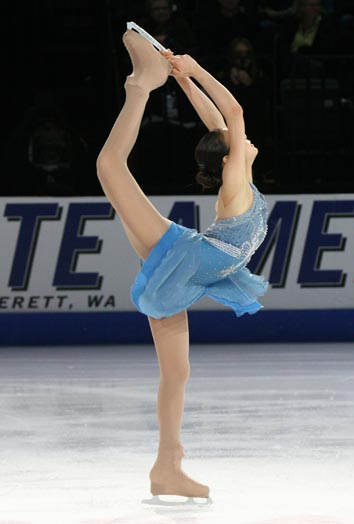
Вращение «бильман» Ким Ён А
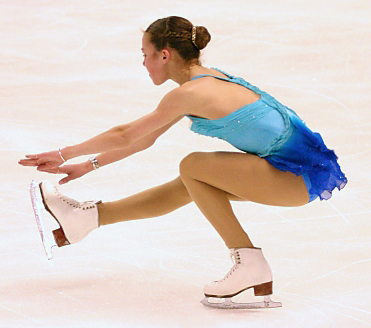
Вращение сидя, классический вариант Кимми Майсснер
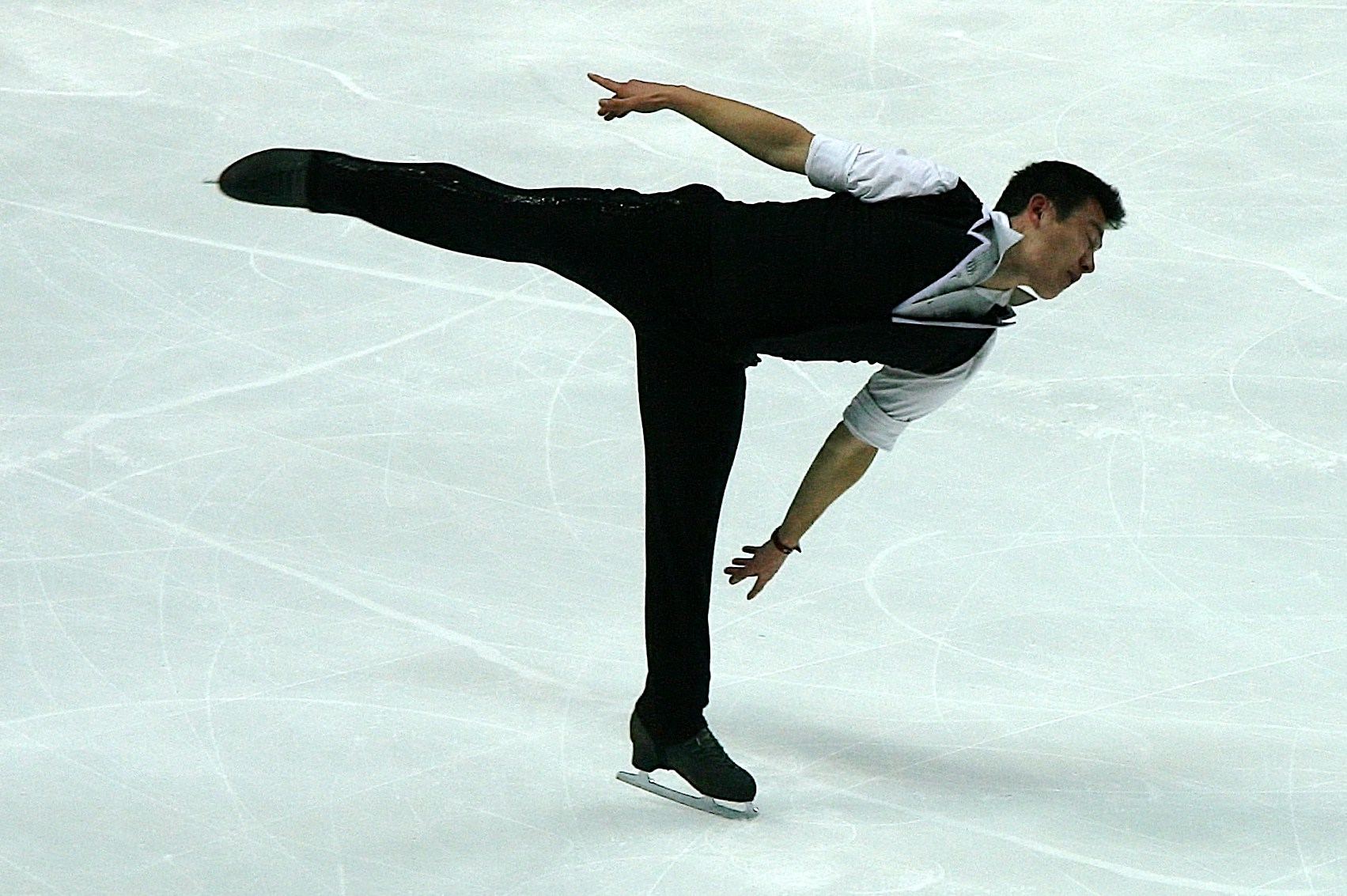
Вращение в «ласточке» (либела) Патрик Чан
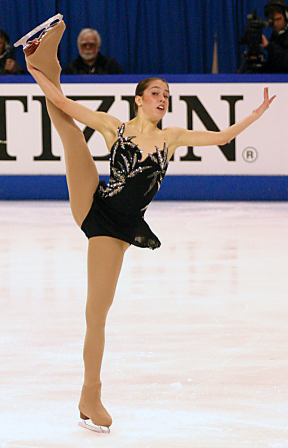
Одна из вариаций вращения стоя Алисса Чизни
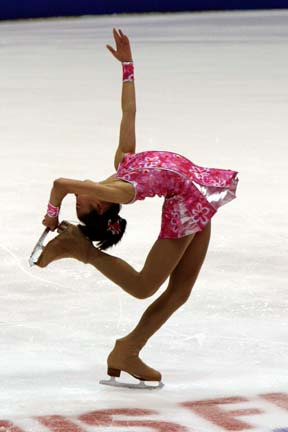
«Колечко» — вариация заклона Мирай Нагасу
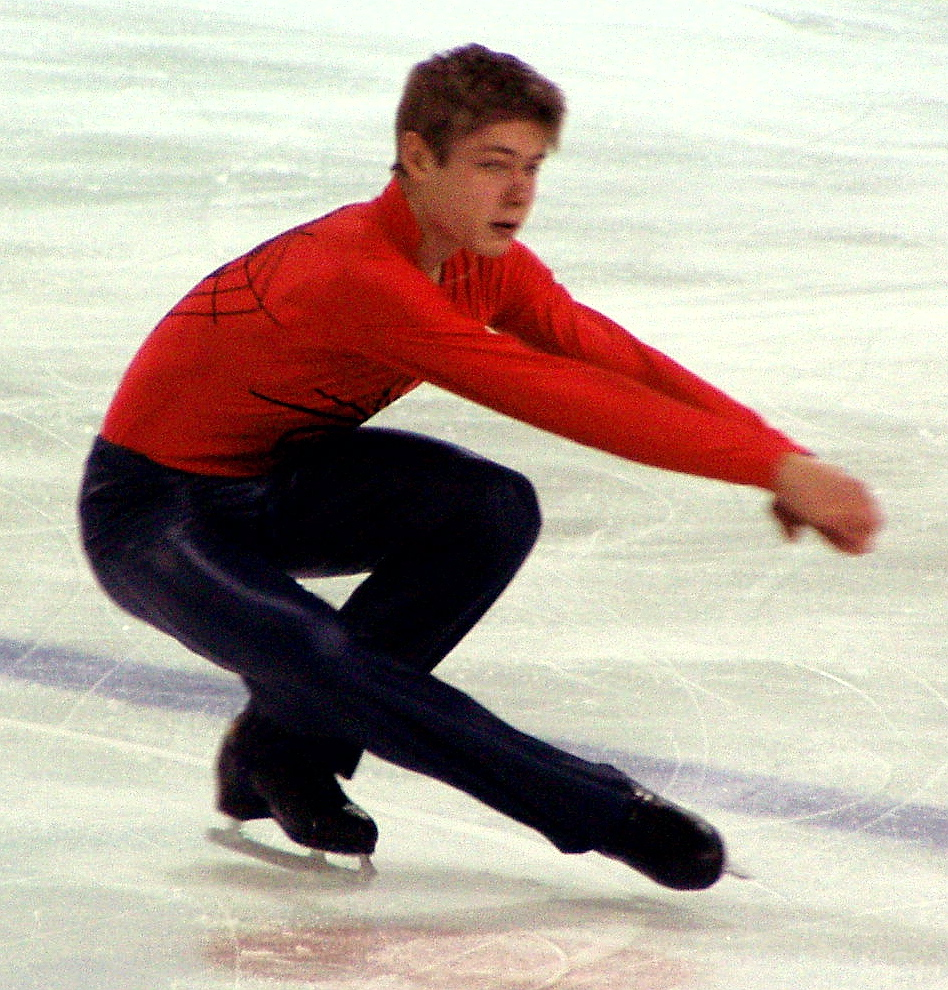
Вариант вращения сидя Норман Кек

## Прыжки во вращение
Обязательный элемент одиночников (и мужчин, и женщин). Существует несколько вариантов такого прыжка, наиболее распространённые (по А. Мишину):
| Отрыв      | Смена ноги | Вращение      | Устоявшееся название | Видео    |
| ---------- | ---------- | ------------- | -------------------- | -------- |
| Аксель     | Нет        | Волчок вперёд | Чинян                |          |
| Аксель     | Есть       | Волчок назад  | death drop           |          |
| Аксель     | Есть       | Либела назад  | Прыжок в либелу      | Смотреть |
| Бабочка    | Есть       | Либела назад  | Бедуинский в либелу  | Смотреть |
| Ойлер      | Есть       | Волчок вперёд |                      |          |
| Риттбергер | Нет        | Волчок назад  |                      |          |
| Сальхов    | Нет        | Волчок вперёд |                      |          |
| Сальхов    | Есть       | Волчок назад  |                      |          |

Среди начинающих распространены две ошибки: невысокий прыжок, похожий на шаг, и принятие нужной позиции уже после приземления.

## В парном катании и танцах
Вращения в парном катании бывают параллельными (партнёры синхронно исполняют одно и то же вращение) и совместными (вращаются как единое целое). В танцах исполняются только совместные вращения.
Наиболее распространённые из совместных: «английское вращение» (парное вращение сидя), «крокодил» (встречная либела), парная либела. В современном жёстко стандартизированном катании совместные вращения — одно из тех мест, где пара может проявить фантазию.

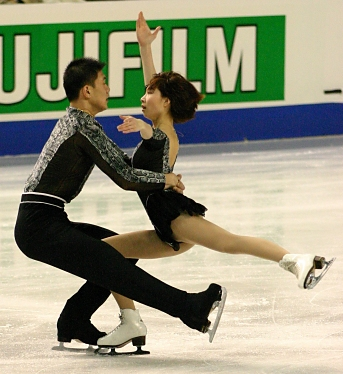
Парное вращение сидя Чжан Дань / Чжан Хао
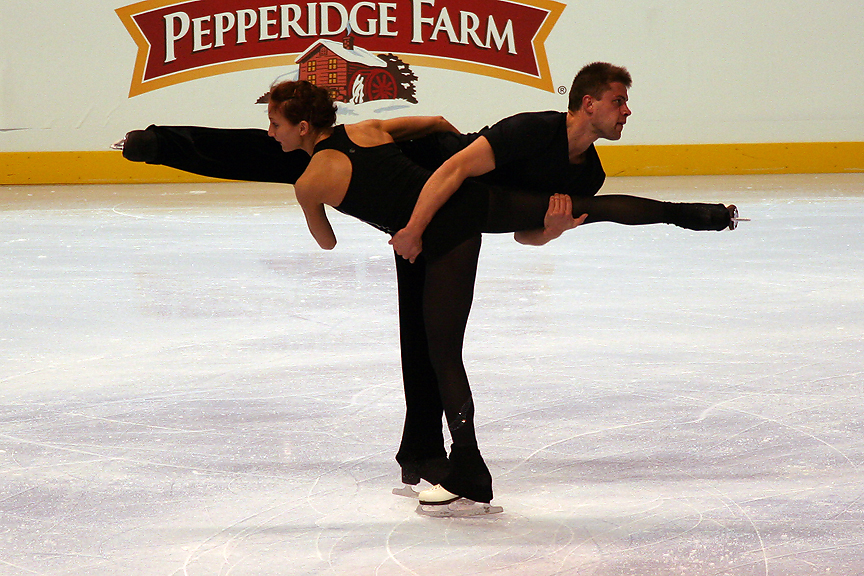
Вращение «крокодил» Пёнтковская / Хромин
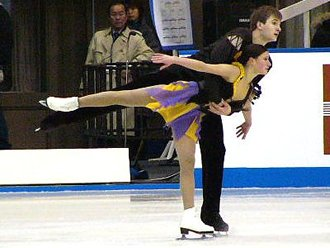
Парная либела Волосожар / Харченко
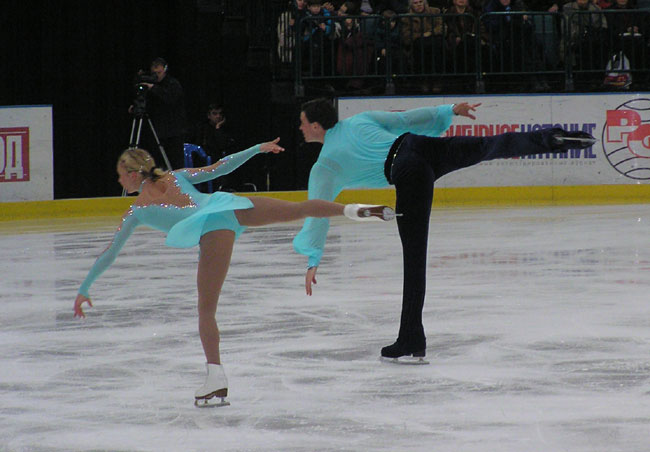
Параллельное вращение Тотьмянина / Маринин
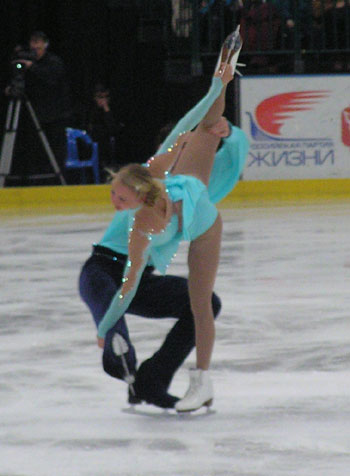
Нетрадиционное вращение Тотьмянина / Маринин
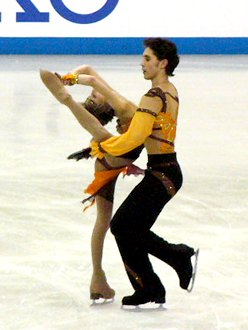
Танцевальное вращение Хохлова / Новицкий

## Вращения в правилах 2014—15
Новая судейская система различает вращения стоя, сидя, либелу, заклон и комбинированное. Для каждого из этих вращений есть варианты «с прыжковым заходом» и «со сменой ноги», они оцениваются выше. В парном катании добавляется совместное вращение (простое и со сменой ноги).
Обозначения: стоя — USp, сидя — SSp, либела — CSp, заклон — LSp, комбинированное — CoSp, совместное — PSp. Прыжок во вращение обозначается буквой F (например, FSSp), смена ноги — буквой C.
Уровень вращения (B, 1, 2, 3 или 4) определяется так называемыми «чертами»: чем больше черт насчитает техническая бригада, тем выше уровень. До сезона 2009—10 на выход из вращения давалось три оборота стоя, но этого не всегда хватало, «чистое» вращение засчитывали как комбинированное. Начиная с сезона 2010—11 вращение стоя, если оно выполнено в конце элемента, засчитывается только с вариацией. Об этом изменении следует помнить любителям, с их простейшими комбинациями наподобие «волчок-винт».
Для всех вращений, кроме «чистых», фигурист должен выполнить пять требований.
- Для прыжков во вращение:
  - Хорошо заметный прыжок, не похожий на шаг или маленький подскок.
  - В течение двух оборотов фигурист занял чистую позицию.
  - И ещё два оборота удерживал её.
- Для вращений со сменой ноги — на обеих ногах фигурист занял чистую позицию.
- Для комбинированных вращений со сменой ноги — все три базовые позиции (стоя, сидя, либела).

Если не выполнено одно из этих требований, базовая стоимость 70 % (пометка s). Если два — 50 % (пометка ss).
И в короткой, и в произвольной программе одиночникам разрешено три вращения. Парам — в короткой одно вращение (параллельное или совместное, задаётся на сезон), в произвольной одно параллельное и одно совместное.